# 4shared Desktop
4shred Desktop — це freeware менеджер для завантажування файлів, створений сервісом 4shared для операційних систем Microsoft Windows. Основною задачею цього програмного забезпечення є надання миттєвого доступу до облікових записів користувачів 4shared, а також керування їх файлами.

## Особливості
- Підтримка проксі.
- Дружній інтерфейс користувача.
- Відсутня реклама.
- Відновлення обірваних завантажень.
- Підтримка drag&drop.
- Синхронізація[3] між ПК та обліковим записом 4shared (на цей момент працює у бета-режимі).
- Наявний індикатор використаного місця.
- Є внутрішній пошук.
- Файли можна захистити за допомогою паролю.
- Файли можна продивлятися/програвати за допомогою вбудованого оглядача/програвача.
- Можливість одночасно завантажувати багато файлів.
- Лог дій.
- Можливість створення списку обраних файлів.
- Посилання для звантаження кожного файлу.
- Можливість надсилання повідомлень у службу підтримки.
- Миттєвий доступ до облікового запису 4shared без необхідності відкривати сам сайт за допомогою браузера.
- Можливість ділитися файлами та теками з іншими користувачами.

## Інтеграція
4shared Desktop додає додаткову опцію до звичайного контекстного меню Windows, яке з'являється при натисканні на файлі правої кнопки миші.

## Локалізація
На цей момент 4shared Desktop наявний тільки англійською мовою.

## Також див
- FlashGet
- KGet